# Лінійний резистор

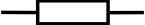
Позначення на схемі

Лінíйний рез́истор — напівпровідниковий елемент, в якому звичайно використовується слаболегований кремній або арсенід галію. Питомий опір такого напівпровідника мало залежить від напруженості електричного поля і густини електричного струму. Тому опір лінійного резистора практично сталий в широкому діапазоні зміни напруг і струмів. Лінійні резистори знайшли широке застосування в інтегральних мікросхемах.